# Ketorolak

Strukturformel

Ketorolak är en kemisk förening med formeln C15H13NO3 och saluförs under varumärket Toradol i Sverige. Ämnet är ett smärtstillande och inflammationsdämpande (NSAID) läkemedel som verkar genom att hämma enzymerna COX-1 och COX-2. Läkemedlet används huvudsakligen för måttlig till svåra postoperativa smärtor och även mot akut njursten.
Toradol finns som injektionsvätska med 30 mg ketorolak per ml för administrering intramuskulärt eller intravenöst, och på grund av detta så används läkemedlet huvudsakligen på sjukhus då det måste administreras av en sjuksköterska eller läkare. Biotillgängligheten för ketorolak är på 100%.